# Praomys degraaffi
Praomys degraaffi là một loài động vật có vú trong họ Chuột, bộ Gặm nhấm. Loài này được Van der Straeten & Kerbis Peterhans miêu tả năm 1999.